# شعار جمهورية ليتوانيا الاشتراكية السوفيتية
شعار جمهورية ليتوانيا الاشتراكية السوفيتية (بالليتوانية: Lietuvos TSR valstybinis herbas)‏، اُعتمد عام 1940 من قبل حكومة جمهورية ليتوانيا الاشتراكية السوفيتية. صُمم الشعار بواسطة فسيفولوداس دوبوزينسكيس بناءً على شعار دولة الاتحاد السوفيتي. حل الشعار الجديد محل الشعار التقليدي الليتواني المعروف باسم فيتيس، والذي استعيد شعاراً رسمياً مرة أخرى عندما أعلنت ليتوانيا استقلالها عام 1990.
الشعار يندرج تحت تصنيف "الشعارات الاشتراكية". ويظهر عليها رموز زراعية (أغصان البلوط والقمح). والشمس المشرقة ترمز إلى مستقبل الأمة الليتوانية، والنجم الأحمر وكذلك المطرقة والمنجل يرمزان إلى انتصار الشيوعية و"مجتمع الدول الاشتراكية العالمي". حملت لافتة الشعار شعار الاتحاد السوفيتي (أيها البروليتاريون في جميع البلدان، اتحدوا!) باللغتين الروسية والليتوانية (Visų šalių proletarai، vienykitės!). تظهر الأحرف الأولى من جمهورية ليتوانيا الاشتراكية السوفيتية فقط في اللغة الليتوانية - LTSR، لـ Lietuvos Tarybų Socialistinė Respublika، أو جمهورية ليتوانيا الاشتراكية السوفيتية. يختلف الشعار قليلاً عن شعارات جمهوريات غرب الاتحاد السوفيتي؛ مثل إستونيا ولاتفيا ومولدوفا أو غيرها من الجمهوريات الاشتراكية السوفيتية.
في نوفمبر 1988، استبدل مجلس السوفيت الأعلى لجمهورية ليتوانيا الاشتراكية السوفيتية العلم الليتوني السوفيتي بعلم ليتوانيا ثلاثي الألوان والنشيد السوفيتي بـنشيد Tautiška giesmė. وكانت ليتوانيا أول جمهورية سوفيتية تستعيد رموزها الوطنية. ومع ذلك، لم تتم استعادة شعار النبالة. تم الاعتراف بشعار النبالة التقليدي لليتوانيا كرمز وطني، ولكن لم يتم رفعه إلى مستوى شعار النبالة للدولة. ولم يتم ذلك إلا في مارس 1990، وهو نفس اليوم الذي أعلنت فيه ليتوانيا استقلالها.